# هیوندای آیونیک ۶
هیوندای آیونیک ۶ (به کره‌ای: 현대 아이오닉 6) یک خودروی سدان متوسط برقی است که شرکت هیوندای موتور قصد تولید آن را دارد.

## بررسی

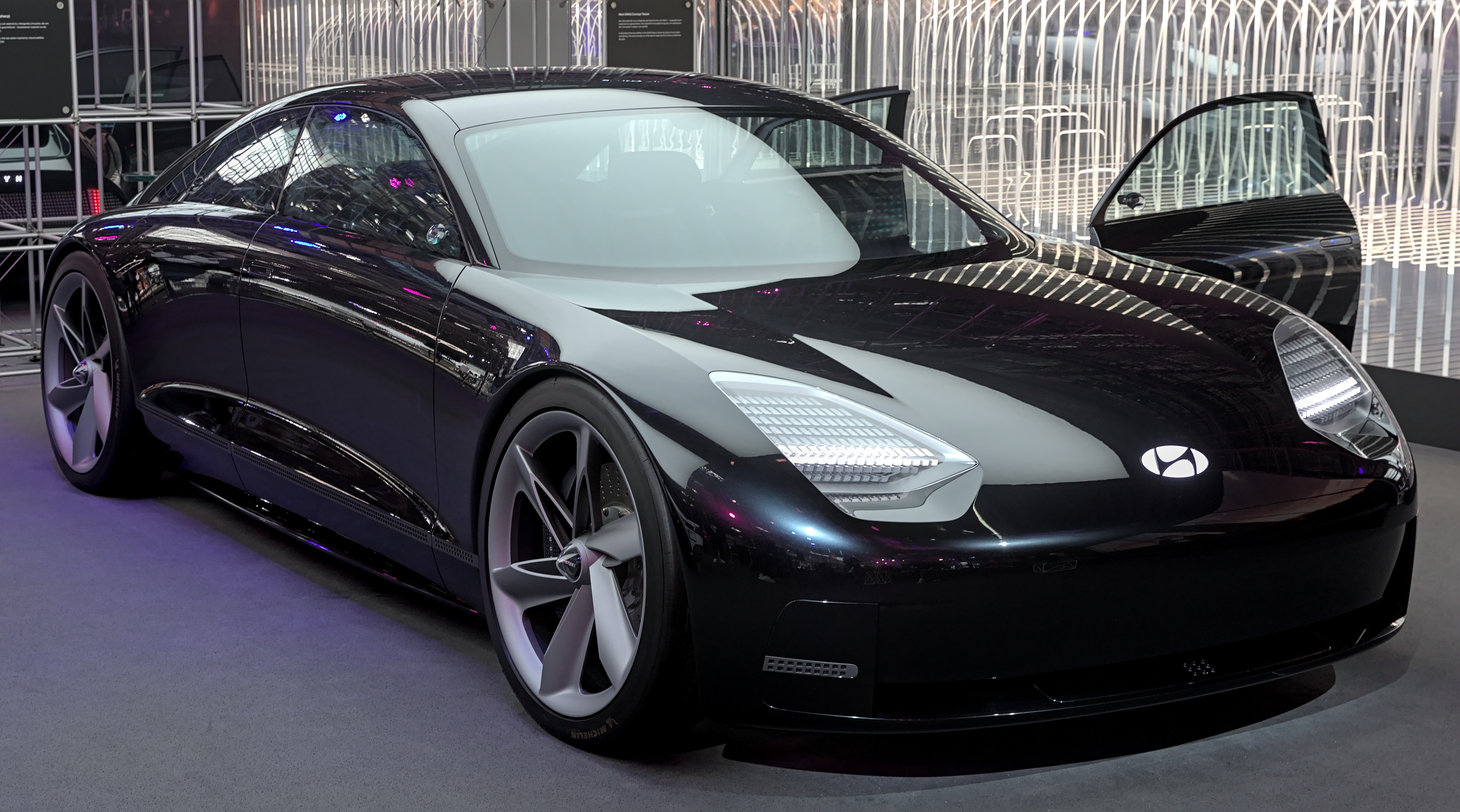
خودروی مفهومی هیوندای پروپسی

این خودرو بر اساس طراحی خودروی مفهومی برقی هیوندای پروپسی عرضه خواهد شد. عرضهٔ رسمی این خودرو برای ژوئیه ۲۰۲۲ برنامه‌ریزی شده‌است. این خودرو در کارخانهٔ آسان در کره جنوبی که سوناتا و گرانجور را تولید می‌کند، تولید خواهد شد.
ویدئوی IONIQ 6 Electrified Steramliner Extractiliner اولین بار در تاریخ ۱۳ ژوئن ۲۰۲۲ منتشر شد. موضوع ویدئو شبح عصر جدید است. این ویدئو شامل محتویات یک خودروی برقی با طراحی ساده است.
تصاویر تبلیغاتی این خودرو اولین بار در ۲۱ ژوئن ۲۰۲۲ منتشر شد. طراحی طرح مفهومی منتشر شده نشان‌دهندهٔ طراحی Electrified Streamliner است که زبان طراحی جدید خودروهای الکتریکی شرکت هیوندای موتور می‌باشد و طراحی نرم و روانی است که مقاومت هوا در آن به کمترین میزان ممکن است. پلت‌فرم این خودرو همان پلت‌فرم اختصاصی هیوندای برای خودروهای برقی است که ئی-جی‌ام‌پی نام دارد.
تمام طراحی هیوندای آیونیک ۶ در تاریخ ۲۹ ژوئن ۲۰۲۲ منتشر شد. این خودرو در جلو از چراغ‌های پیکسل پارامتریک و هود بهره می‌برد. علاوه بر این، نماد جدید هیوندای، که به شکل یک هواپیمای نازک ساخته شده از آلومینیوم است، برای اولین بار مورد استفاده قرار گرفت. در بخش جانبی نیز از یک خط پنجرهٔ ساده، یک دستگیرهٔ در داخلی و یک آینهٔ جانبی دیجیتال استفاده شده‌است و در قسمت عقب، اسپویلر عقب با یک چراغ ترمز پیکسل پارامتریک ترکیب شده‌است. طراحی داخلی دارای فضای داخلی الهام گرفته از پیله و فضای داخلی بزرگ با فاصله بین دو محور بلند است. واحد عملیات عملکرد خودرو به صورت متمرکز طراحی شده و فضای ذخیره سازی نیز با استفاده از یک کنسول مرکزی گسترش یافته‌است. علاوه بر این، در متریال کابین این خودرو از مواد سازگار با محیط زیست استفاده شده‌است.
در ۱۴ ژوئیه ۲۰۲۲، این خودرو در نمایشگاه بین‌المللی خودروی بوسان ۲۰۲۲ در کره جنوبی رونمایی شد. فن‌آوری‌های آیرودینامیکی مانند اسپویلرهای عقب، فلاپ‌های هوای فعال خارجی و پرده‌های هوای چرخ‌ها در این خودرو به کار رفته‌اند. این خودرو دارای ضریب پسار ۰٫۲۱ است و با یک بار شارژ قابلیت پیمایش ۵۲۴ کیلومتر را دارد. علاوه بر تمام این‌ها، در آیونیک ۶ از فناوری تنظیم عملکرد برقی، صدای رانندگی مجازی خودروی الکتریکی و طراحی صدای فعال خودروی الکتریکی استفاده شده‌است. دامنهٔ کاربرد فناوری به‌روزرسانی نرم‌افزار OTA به سیستم تعلیق، ترمز و کیسه هوا نیز گسترش یافته است. علاوه بر این، فناوری‌های مربوط به کمک به رانندگی مانند کروز کنترل هوشمند مبتنی بر ناوبری، کمک رانندگی بزرگراه ۲ و کمک پارک هوشمند از راه دور ۲ نیز در این 

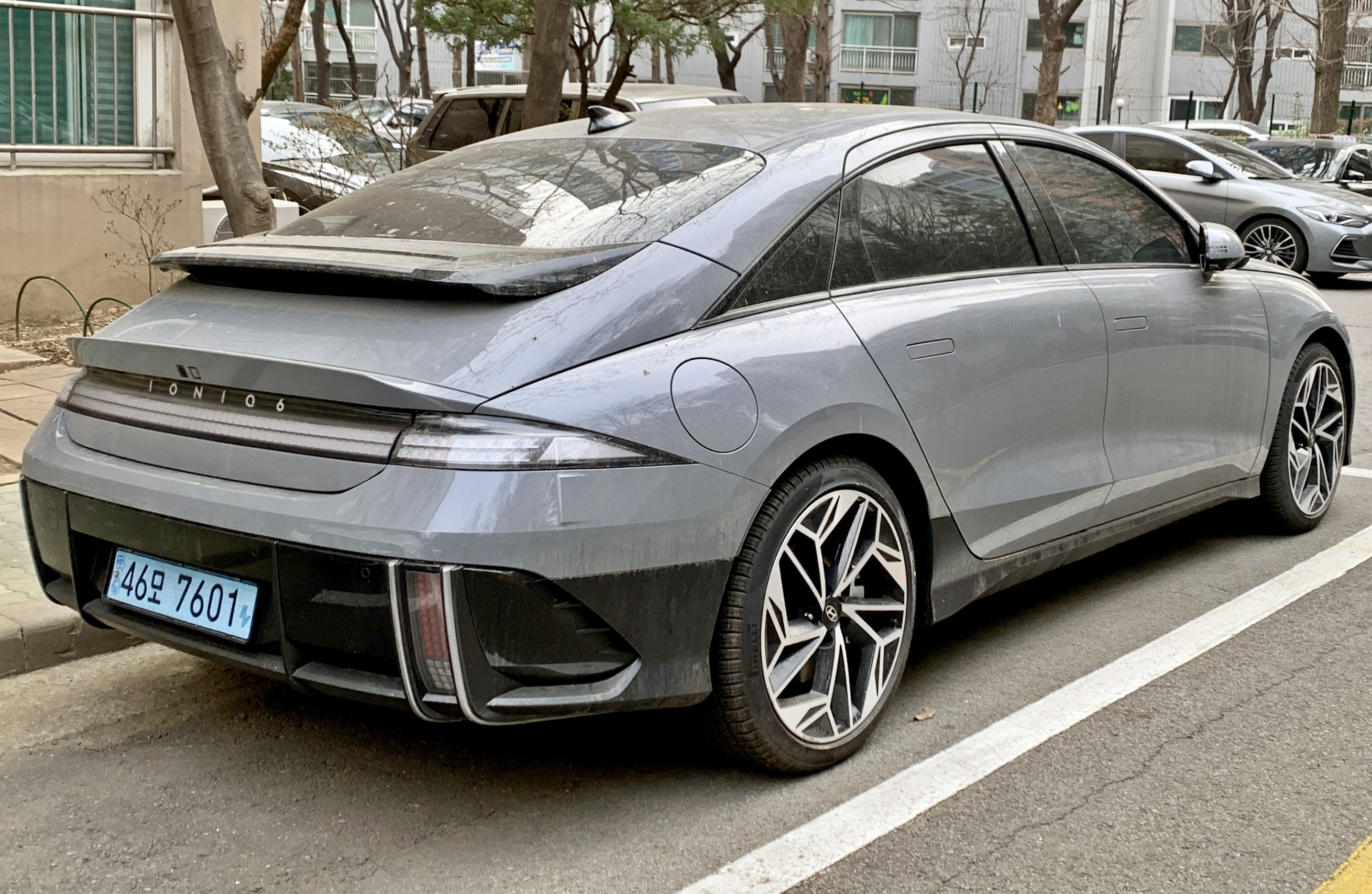
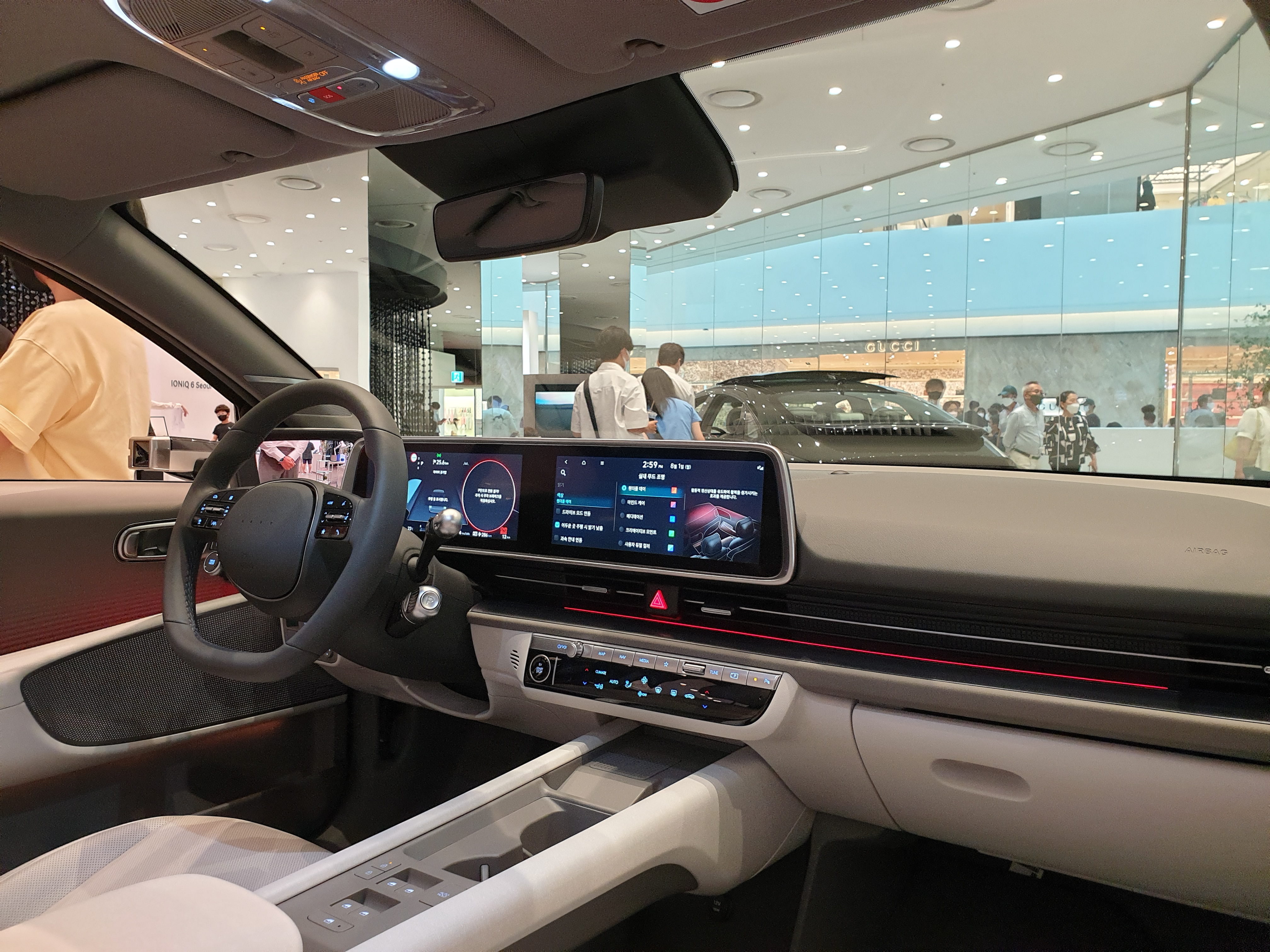

خودرو اضافه شده‌اند.

## هیوندای آراِن۲۲ئی
خودروی مفهومی آراِن۲۲ئی که از آیونیک ۶ مشتق شده و از برند زیرمجموعهٔ هیوندای ان موتور اسپرت بهره می‌برد در ژوئیه ۲۰۲۲ معرفی شد. آراِن۲۲ئی یک نوع آیونیک ۶ ان با عملکرد بالا برای تولید را ترسیم می‌کند. این مدل مجهز به قابلیت تمام چرخ متحرک و پیشرانه‌ای است که شامل دو موتور کششی ارتقا یافته با توان خروجی ۱۶۰ و ۲۷۰ کیلووات (۲۱۵ و ۳۶۲ اسب بخار) به ترتیب در جلو و عقب است و گشتاور برداری الکترونیکی در محور عقب از سامانهٔ دوکلاچه با نام تجاری ئی-تی‌وی‌تی‌سی استفاده می‌کند. این خودرو در حالت ترکیبی ۴۳۰ کیلووات (۵۷۷ اسب بخار) قدرت و ۷۴۰ نیوتن متر (۵۴۶ پوند نیرو-فوت) گشتاور دارد که با کیا ئی‌وی۶ جی‌تی برابر است.  در مقایسه با آیونیک ۶ معمولی، آراِن۲۲ئی به اندازهٔ ۲٫۴ اینچ (۶۱ میلیمتر) درازتر و به اندازهٔ ۵٫۷ اینچ (۱۴۰ میلیمتر) عریض‌تر است و از رینگ چرخ ۲۱ اینچی بهره می‌برد. سامانهٔ خنک‌کننده در این خودرو برای جلوگیری از گرم‌شدن بیش از حد باتری و موتورها ارتقا یافته‌است.